# La Devesa (Pravia)
La Devesa es una casería española de la parroquia de Arango, perteneciente al municipio de Pravia, en la comunidad autónoma de Asturias.

## Historia
Hacia mediados del siglo XIX, el lugar era ya mencionado como perteneciente a la parroquia de Arango del municipio de Pravia. En 2023, la entidad singular de población tenía empadronados 7 habitantes, todos ellos diseminados.